# Alluvione di Messina del 2009

Area colpita dal disastro

L'alluvione di Messina del 2009 fu una calamità naturale verificatasi in un'area ristretta della Sicilia nord-orientale causata da un violento nubifragio, iniziato nella serata del 1º ottobre 2009 e durato tutta la notte fino al mattino del giorno successivo. Il nubifragio provocò lo straripamento dei corsi d'acqua e diversi eventi franosi cui fece seguito lo scivolamento a valle di colate di fango e detriti.
L'evento colpì la zona lungo la costa ionica, immediatamente a sud della città di Messina, fortemente antropizzata nonostante la difficile orografia dei terreni. 
I centri più colpiti furono Scaletta Marina, nel comune di Scaletta Zanclea e diverse località del comune di Messina: Giampilieri Superiore, Giampilieri Marina, Altolia, Molino, Santo Stefano di Briga, Briga Superiore e Pezzolo. 
Furono ingenti anche i danni nella frazione di Guidomandri e nelle altre località del comune di Scaletta Zanclea e nel comune di Itala.
Il disastro avvenne in una zona a elevato rischio idrogeologico, già colpita in precedenza da eventi franosi e alluvionali.
In seguito all'evento franoso, che investì anche la Strada statale 114 Orientale Sicula, l'autostrada A18 e la ferrovia Messina-Catania, numerosi paesi e frazioni rimasero totalmente isolati mentre si interrompevano anche le comunicazioni d'ogni tipo, con Messina e il resto del Paese, di tutta l'area orientale e ionica della Sicilia. Per qualche giorno si poterono utilizzare solo i collegamenti marittimi, il che ostacolava pesantemente il raggiungimento delle località colpite: la frazione di Altolia venne raggiunta dai soccorritori solo nella giornata del 3 ottobre.
Secondo il Dipartimento della Protezione Civile, in alcune delle zone colpite caddero fino a 220/230 millimetri di precipitazioni nell'arco di 3-4 ore.

## Cronologia dei fatti

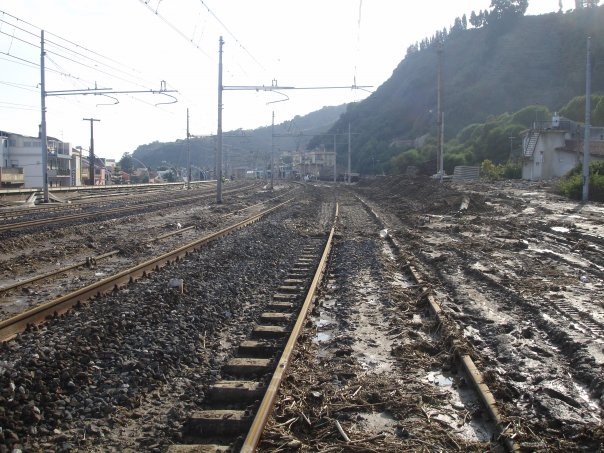
La Stazione di Giampilieri, il giorno dopo il nubifragio.

L'evento ebbe inizio il 1º ottobre 2009 con l'intensificarsi di una perturbazione proveniente dalle Isole Baleari. Già tre ore dopo l'inizio del nubifragio si segnalavano danni alle strade e alla ferrovia, fino a quando, vicino alla mezzanotte, avveniva il crollo di alcune palazzine tra Scaletta Zanclea e Giampilieri Superiore.
La portata dei danni, alle prime luci dell'alba, si rivelava preoccupante e più seria del previsto: numerose le vittime sepolte sotto il fango, incerto il numero dei dispersi, molte le persone rifugiate sopra i tetti e alcune delle frazioni raggiungibili soltanto a piedi o per via aerea.
Il Consiglio dei ministri successivamente dichiarava lo stato di emergenza nelle zone colpite.
Il 4 ottobre, le fonti di agenzia Adnkronos/Ign indicavano un numero stimato di 23 morti e 35-40 dispersi, 29 feriti ricoverati e 564 sfollati ospitati negli alberghi della zona.
Le vittime recuperate erano divenute 25, secondo quanto comunicato il 7 ottobre dall'unità di crisi disposta a Messina. 

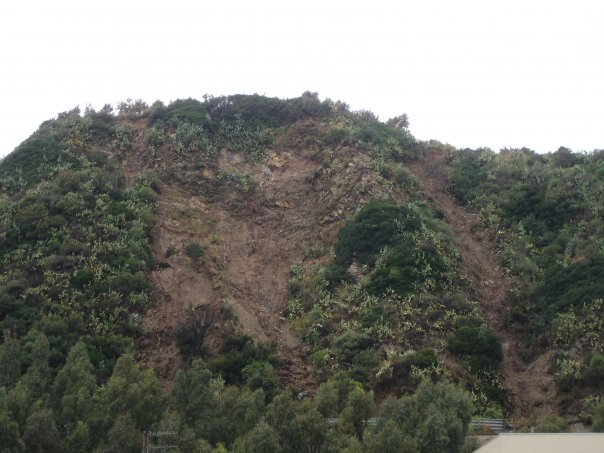
Una della tante colline franate a Giampilieri Superiore.

Il capo della Protezione civile, Guido Bertolaso, lasciava intendere di non nutrire speranze riguardo ai 10 ancora dispersi, portando così a 35 il numero presunto delle vittime. Altri tre corpi, di cui uno di una bambina di quattro anni, venivano ricuperati il giorno dopo, portando a 28 il numero delle vittime accertate e a 7 quello delle persone ancora disperse.
Il capo della Protezione civile nella sua relazione alla Camera dei Deputati il 7 ottobre affermava tra l'altro:"..L'impegno è stato massiccio, con l'impiego di 2.386 uomini anche dell'esercito e delle Forze dell'ordine, 567 mezzi, 100 ore di volo con 150 "sortite" degli elicotteri...Al momento...tutte le frazioni sono state raggiunte dai soccorritori e tutte le strade sono state riaperte e riattivate. Sono in corso accertamenti sull'agibilità degli edifici..."
I funerali di Stato per le vittime dell'alluvione si svolsero sabato 10 ottobre presso il Duomo di Messina con una messa solenne officiata dall'arcivescovo Calogero La Piana, a cui presenziarono le più alte autorità politiche e religiose della città, oltre al premier Silvio Berlusconi, al presidente del Senato Renato Schifani chiamato a rappresentare il capo dello Stato e il presidente della Regione Siciliana Raffaele Lombardo; erano presenti inoltre i ministri Angelino Alfano e Stefania Prestigiacomo, il capo della protezione civile Guido Bertolaso, il giudice costituzionale Gaetano Silvestri e il presidente dei senatori del Partito Democratico Anna Finocchiaro. Presero parte alla celebrazione varie migliaia di cittadini, di cui circa 1.500 all'interno della cattedrale; i restanti, nel sagrato, seguirono la funzione religiosa da un maxischermo televisivo.
Il 13 ottobre vennero ricuperati i corpi dei due bambini di 2 e 6 anni ancora dispersi, morti assieme alla loro mamma, a centinaia di metri dalla loro abitazione, il che fece salire il numero delle vittime accertate a 30, mentre il numero degli sfollati aveva raggiunto il numero di 1054 persone. Ancora quattro uomini e due donne, dei quali uno di Altolia e cinque di Scaletta Zanclea mancavano all'appello.
Il 19 ottobre il numero di vittime salì a 31 in seguito al decesso al Policlinico di Messina di una ragazza di 28 anni gravemente ferita. Rimasero da trovare i resti di 6 persone disperse il che portava il numero delle vittime a 37 persone.

### Lista dei comuni e delle frazioni colpite
| Comuni           | Provincia | Danni | Vittime |
| ---------------- | --------- | --- | ------- |
| Scaletta Zanclea | Messina   | Il fango invase per circa 700 metri il paese; distrutte numerose abitazioni. Danneggiato il palazzo del principe Ruffo.                        | 10 -    |
| Messina          | Messina   | Giampilieri Superiore: Crollo di un costone roccioso. Seri danni, soprattutto a livello stradale e abitativo. Diversi edifici civili crollati. | 18      |
| Messina          | Messina   | Altolia: Duecento abitanti bloccati nel paese fino al tre ottobre. Edifici danneggiati.                                                        | 18      |
| Messina          | Messina   | Molino: Diversi danni. Morta un'anziana donna nel crollo della sua casa.                                                                       | 18      |

## Il precedente del 2007

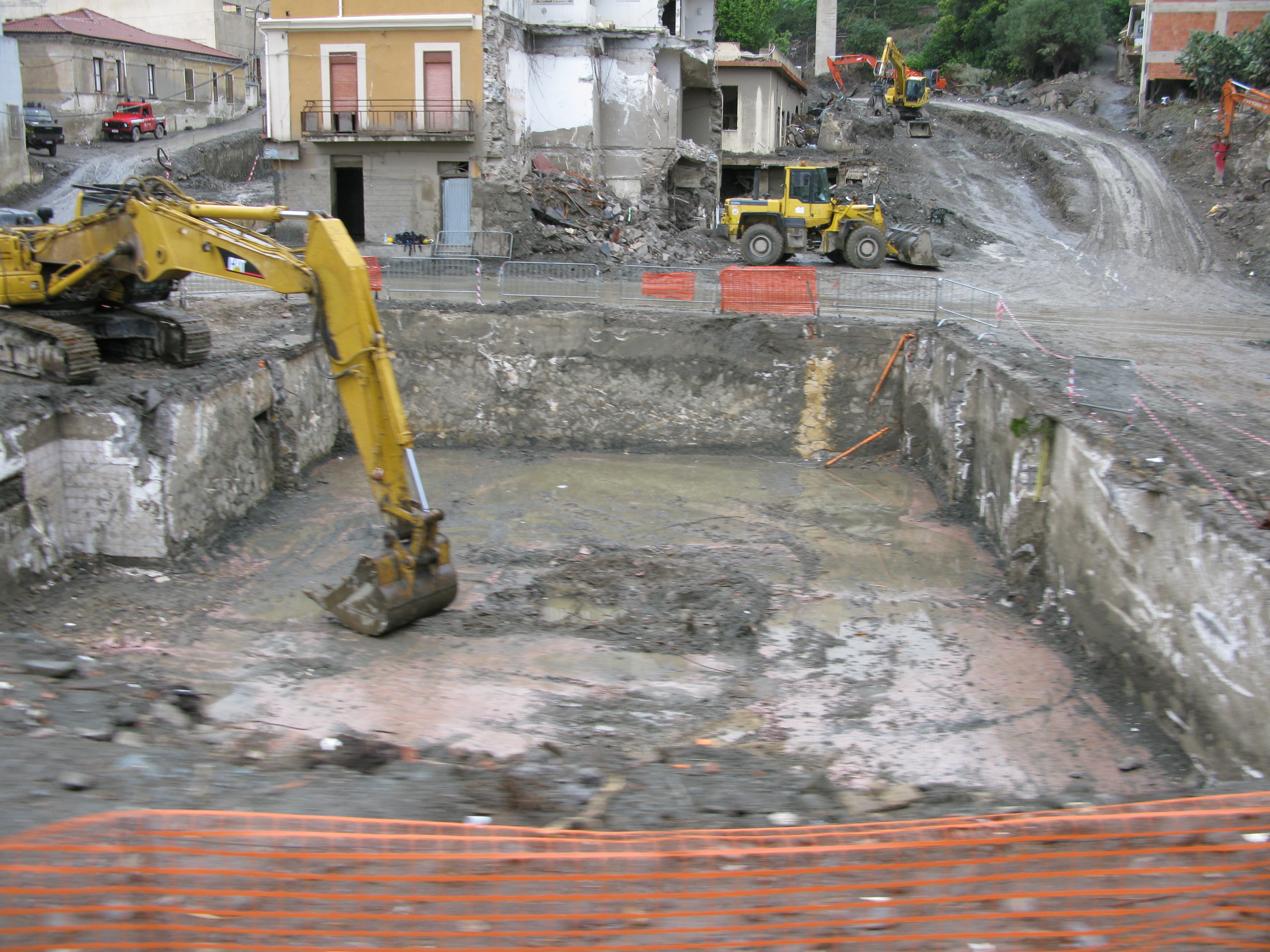
Il disastro a Scaletta Zanclea

Il 25 ottobre del 2007, dopo un violento temporale, una valanga di fango aveva invaso il paese; i danni materiali furono elevati ma non vi furono vittime. La circolazione ferroviaria sulla linea Messina Catania rimase interrotta fino al 10 novembre con gravissimi disordini della circolazione dei treni costretti ad un lunghissimo percorso via Termini Imerese. In quell'occasione furono molti gli abitanti a denunciare il pericolo di nuovi crolli e smottamenti, allarme ripreso anche dalla trasmissione televisiva Striscia la notizia. L'11 dicembre 2008, ancora un nuovo allarme maltempo interessò la zona.

## Polemiche ed eroismi
Il sottosegretario Guido Bertolaso indicò nell'abusivismo edilizio una delle concause di quanto avvenuto..
La procura di Messina aprì un'inchiesta per disastro colposo. La Commissione europea si dichiarò disposta ad intervenire su eventuale richiesta di aiuto economico dell'Italia.
Domenica 4 ottobre 2009, il Campionato italiano di calcio di Serie A non osservò nemmeno il minuto di silenzio in memoria delle vittime della tragedia messinese, fatta eccezione per gli stadi siciliani del Palermo e del Catania e per quello lombardo dell'Atalanta, dove il minuto di silenzio venne fatto osservare grazie all'errore dell'Arbitro Rocchi che era convinto che la disposizione fosse stata diramata dalla Lega Calcio, la quale invece aveva disposto che il minuto di silenzio fosse osservato solo in Sicilia

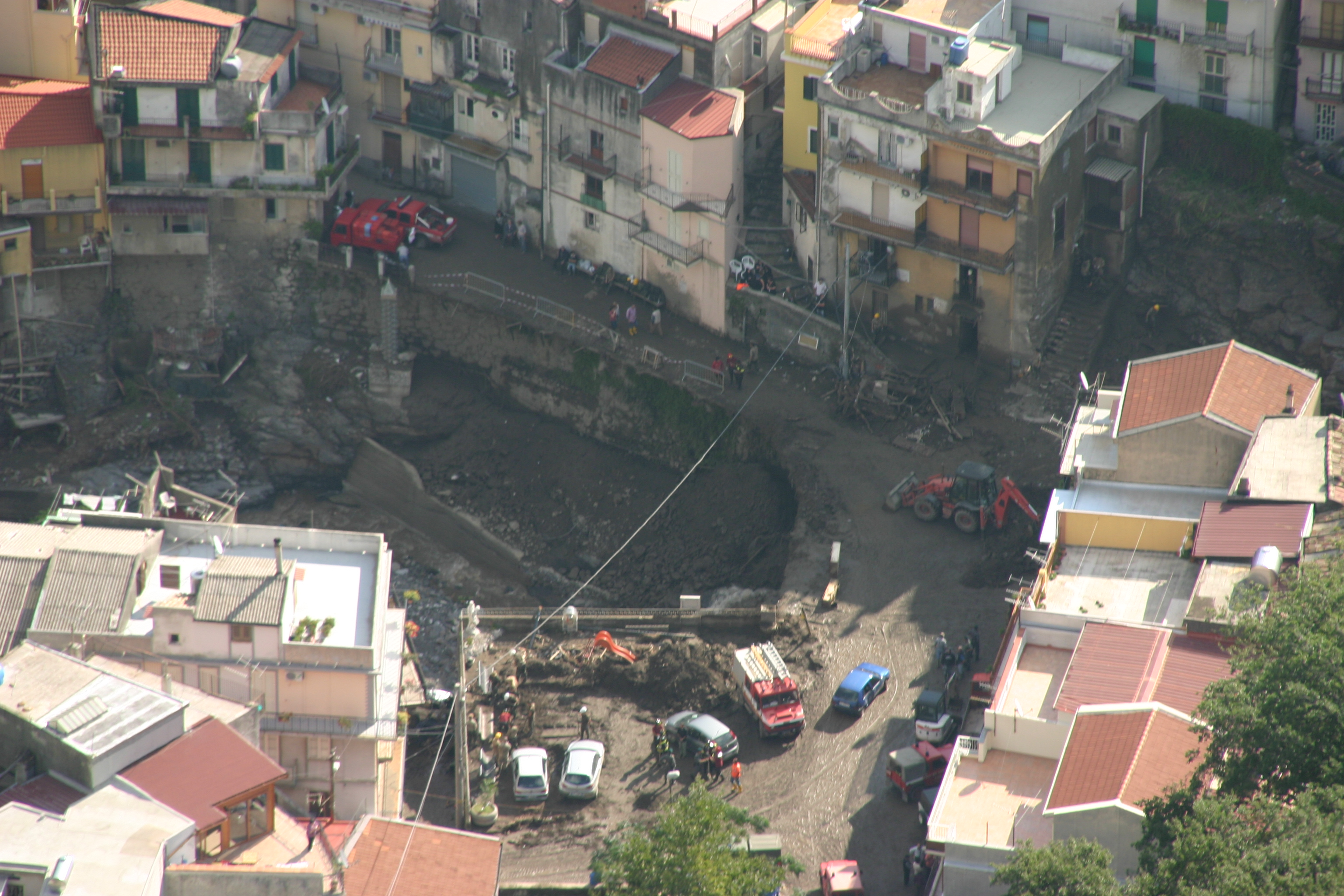
La voragine aperta nella frazione di Altolia

Gli eventi innescarono una serie di polemiche, non del tutto giustificate che tuttavia evidenziavano numerosi fattori quali concause del disastro quali, l'abbandono della cura del territorio in termini di coltivazione agricola e gestione forestale, specie dopo i pregressi e ripetuti incendi che hanno depauperato le difese naturali del territorio; 
l'intensificazione degli eventi di piogge torrenziali, l'estrema lentezza burocratica nella definizione e messa a punto dei piani di protezione ambientale e di messa in sicurezza del territorio; la riduzione dei fondi destinati alle esigenze di difesa del territorio in campo nazionale, regionale o locale e, infine, l'errata o carente valutazione delle aree a rischio: Giampilieri, ad esempio, non era compresa in tali elenchi.
In questo scenario, brillarono gli episodi di solidarietà e di eroismo da parte dei soccorritori volontari e istituzionali, come quello del giovane Simone Neri, sottocapo di prima classe della Marina, che perse la vita dopo aver messo in salvo 8 persone e di tanti, rimasti anonimi che si prodigarono durante le ore tremende del fatto. La scuola elementare di Giampilieri, che fu il centro operativo dei soccorsi per la popolazione, una volta riconsegnata all'insegnamento è stata intitolata al giovane Simone Neri.

## Iniziative benefiche

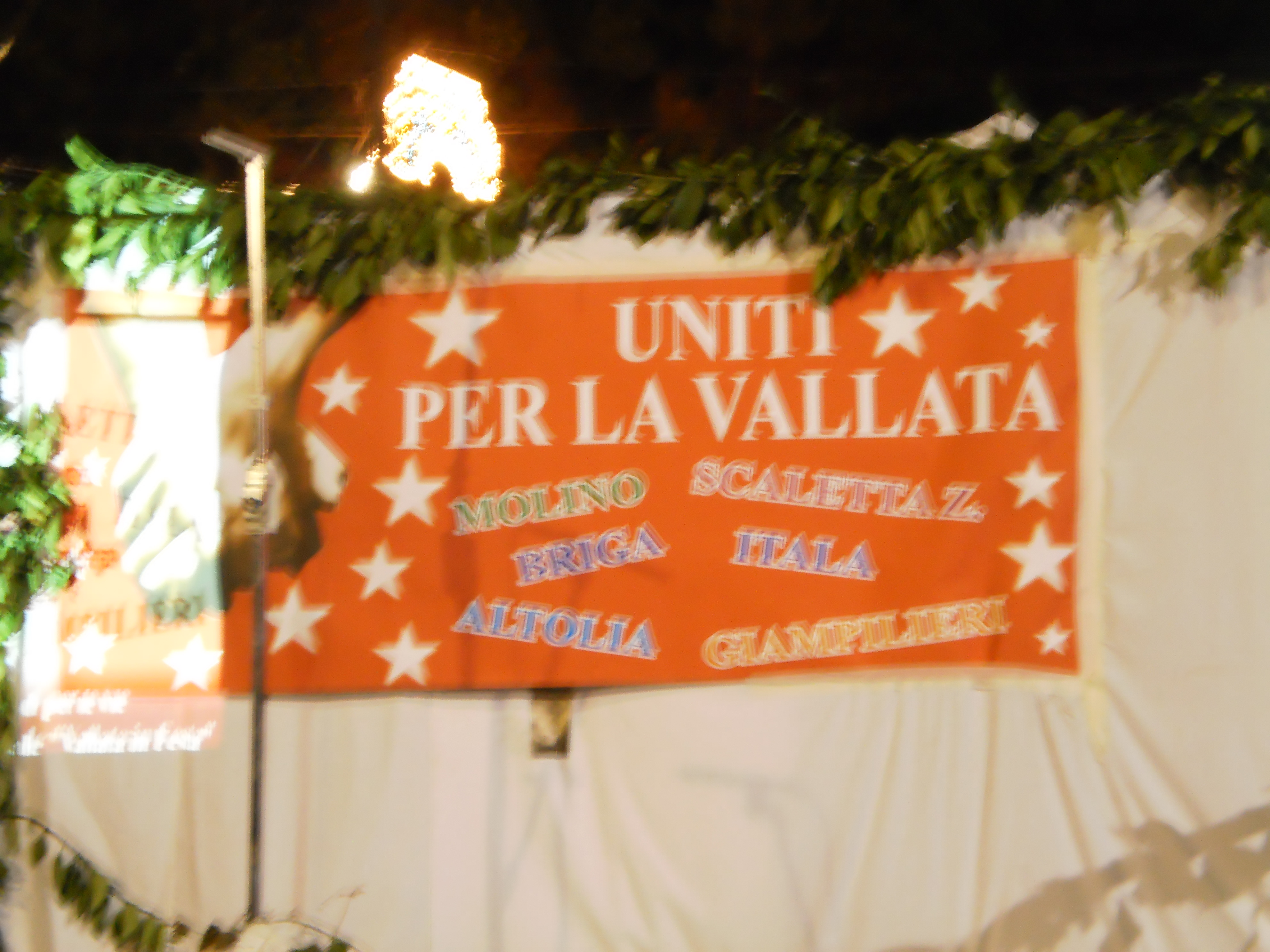
Uniti per la Vallata ad Altolia

Il 21 dicembre 2009, allo Stadio Renzo Barbera di Palermo, venne disputata una partita amichevole, finita 3-3, tra la Miccoli All Stars (un'inedita formazione organizzata dallo stesso attaccante del Palermo) e la Nazionale Italiana Cantanti. Tutti i ricavi dell'evento intitolato "Insieme per Messina", prevenienti dai circa 12.000 spettatori paganti, vennero devoluti in beneficenza agli alluvionati.
Nello stesso mese, vari artisti di Messina collaborarono tra loro per la produzione, promozione e distribuzione di un album discografico contenente una compilation intitolata Mani i cui ricavi della vendita furono interamente destinati a progetti di sostegno e di promozione sociale co-finanziati dalla Caritas diocesana di Messina.
Il 29 luglio 2011 nei villaggi di Altolia e Giampilieri si svolse la manifestazione "Uniti per la Vallata" organizzata soprattutto da giovani abitanti dei paesi colpiti ed altri giovani messinesi per sensibilizzare l'opinione pubblica sulla carenza e lentezza degli interventi di ricostruzione.